# Wiki Education Foundation

[https://wikiedu.org/ wikiedu.org

Wiki Education Foundation (также известна как Wiki Ed или Wiki Education) — некоммерческая организация с главным офисом в Сан-Франциско, Калифорния (США). Организация реализует программу Wikipedia Student Program, направленную на интеграцию Википедии в учебные курсы, преподаваемые в высших учебных заведениях США и Канады.

## История
Программа студентов Википедии была запущена Фондом Викимедиа в 2010 году под названием Public Policy Initiative. В 2013 году была основана организация Wiki Education Foundation — процесс её создания начался в 2012 году по инициативе Фонда Викимедиа. Целью создания стало предоставление образовательной программе «более целенаправленной и специализированной поддержки», а также развитие дополнительных инициатив, способствующих исследовательской и академической деятельности, связанной с Википедией. Организация получила статус благотворительной организации в соответствии с разделом 501(c)(3) Налогового кодекса США.
В феврале 2014 года Фонд Викимедиа и Фонд Wiki Education объявили о назначении Франка Шуленбурга, ранее занимавшего должность старшего директора программ в WMF, первым исполнительным директором организации.

## Руководство
Франк Шуленбург занимает пост исполнительного директора с февраля 2014 года. Ранее совет директоров возглавляла Диана Страссманн, а в 2017 году председателем совета стал Пи Джей Табит (PJ Tabit). Роберт Каммингс (Robert Cummings), директор Центра письма и риторики и доцент английского языка в Университете Миссисипи, также является членом совета. Адрианна Уэйдвиц (1977—2014), участница сообщества Википедии, входила в состав первого состава совета директоров.